# 沢村一樹
沢村 一樹（さわむら いっき、本名：野村 耕蔵（のむら こうぞう）、1967年〈昭和42年〉7月10日 - ）は、日本の俳優、司会者、元モデル。鹿児島県鹿児島市出身。研音所属。

## 経歴

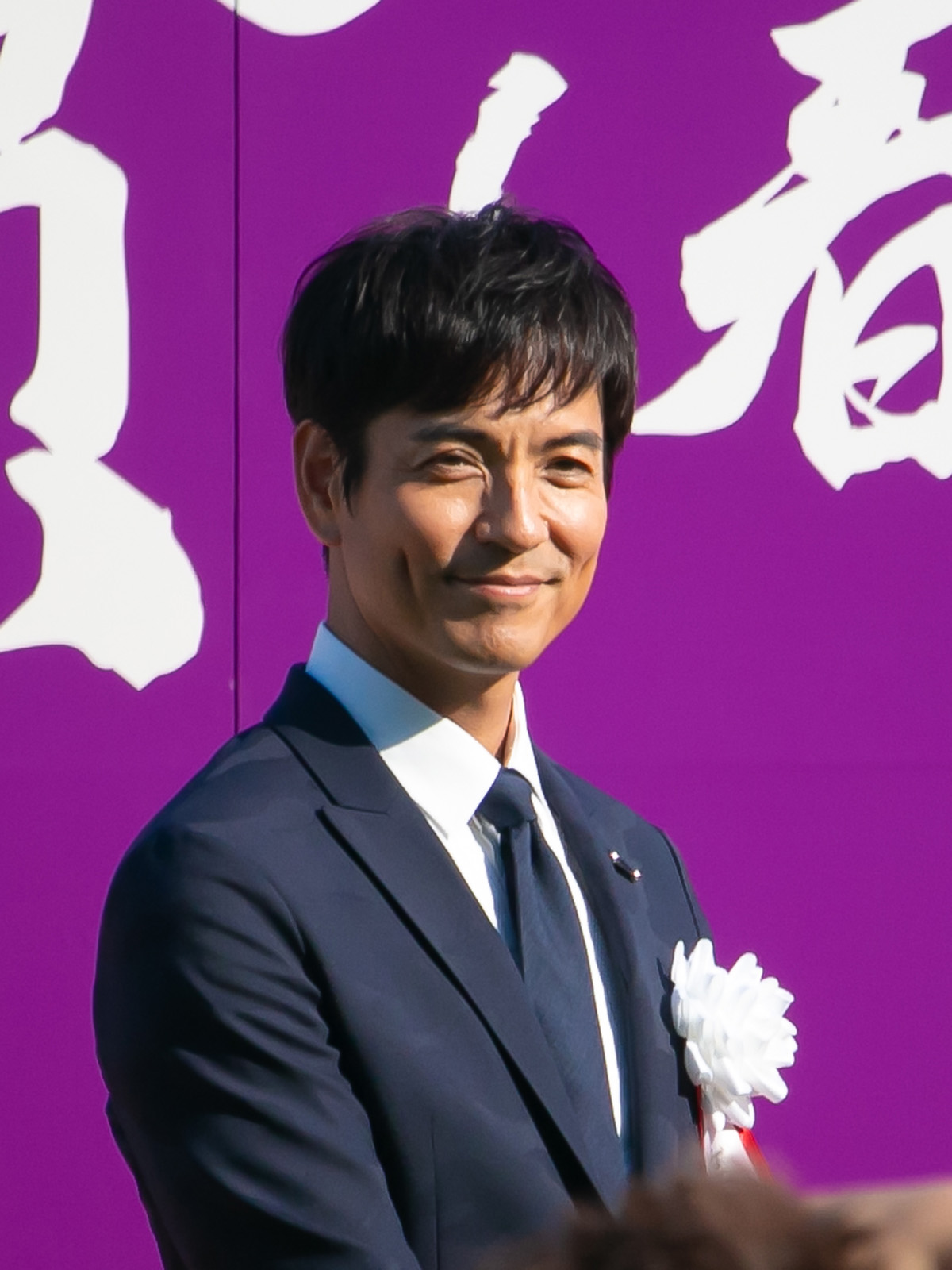
第157回天皇賞（春）表彰式にて（2018年4月29日）

幼少期は裕福ではなく、4人家族が6畳と4畳半の二間、浴室なしの古いアパートに住んでいた。当時は内向的な性格で、一人遊びを好んでいた。沢村が12歳の時に父親が蒸発し、後に離婚。父親が作ったという多額（2000万円とも3000万円とも）の借金を返済するため、母親は昼は化粧品販売、夜はスナックの仕事を掛け持ちし、沢村と4歳年下の妹（野村麻純の母）を育て上げた。
小学生の時に、母親に芸能界に進むように言われ、この頃から志す。高校時代はバレーボール部に所属し、卒業後は地元でアルバイト生活をしていた。父親は19歳の時に死去。20歳で19万円を手に鹿児島から飛行機で上京し、俳優を目指しながらファッションモデルとして活躍。アルバイト先のライブハウスの客の紹介でモデル事務所に入り、スタイルの良さを生かし、25歳で雑誌『MEN'S CLUB』の専属モデルとなる。
「野村耕蔵」としては、1人で年間を通して表紙モデルを担当し、注目を集め始める。その後、1996年に“しんドラ”『松田のドラマ』で俳優デビュー、同年、同局の『続・星の金貨』にも出演。しかし、当時の俳優としての収入はモデル時代と比較すると5分の1に減少したことを語っている。
2000年9月から「浅見光彦シリーズ」で辰巳琢郎から浅見光彦役を引き継ぎ、2012年放送のシリーズ第31作までの18作品で浅見光彦を演じた。同シリーズは2009年10月期に水曜劇場で連続ドラマ化され、この作品が沢村にとって初めての連続ドラマ単独主演作となった。また、沢村は光彦役を演じる前に第11作目で犯人役を演じている。
私生活では2000年、5歳年下の元モデルの女性と結婚。妻との間に3人の男児がおり、このうち長男はメンズノンノモデルの野村大貴、次男は俳優の野村康太。
40歳を目の前に、俳優として二枚目役ばかりがオファーされる状況に危機感を感じ、バラエティ番組で下ネタを初披露したところ、この奇策が予想以上の反響を呼び、2006年、コント番組『サラリーマンNEO』で「セクスィー部長」に扮し、視聴者の心を掴んだ。同番組終了後も、バラエティー番組などで下ネタトークをする姿などから“エロ男爵”の異名をとり、記者会見などで自称もしている。
2018年7月クール放送の『絶対零度〜未然犯罪潜入捜査〜』にて、50歳でフジテレビ月9初主演。月9枠では田村正和（1997年放送『じんべえ』での55歳）以来、2人目の50代での主演となった。
2022年6月8日、自身の公式Instagramアカウントを開設した。

## 人物
初めて夢中になった映画は『グレートマジンガー対ゲッターロボ』と『長靴をはいた猫』、俳優はブルース・リー。特にブルース・リーについては「初めて見た時に体に電流が走った」と語っている。
在京民放キー5局ゴールデンタイム放送の連続ドラマの主演を全て制覇の記録を達成した。

## 出演

### テレビドラマ
- 松田のドラマ（1996年9月2日、日本テレビ）※主演デビュー
- 続・星の金貨（1996年10月9日 - 12月25日、日本テレビ） - 矢上俊明 ※連ドラデビュー
- 彼女たちの結婚（1997年1月9日 - 3月20日、フジテレビ、木曜劇場） - 浅野達也
- 理想の上司（1997年4月13日 - 6月29日、TBS「東芝日曜劇場」） - 是枝雄介
- 成田離婚（1997年10月15日 - 12月17日、フジテレビ） - 元木洋平
- Days（1998年1月12日 - 3月23日、フジテレビ）※ゲスト出演
- 夢の標本（1998年1月15日、北海道テレビ）※文化庁芸術祭参加作品
- 凄絶!嫁姑戦争 羅刹の家（1998年4月9日 - 6月25日、テレビ朝日） - 篠田逸郎
- くれなゐ（1998年4月13日 - 6月22日、読売テレビ） - 船津海介
- 警部補 佃次郎5「あかね雲」（1998年4月21日、日本テレビ） - 浜田浩次
- ハッピーマニア（1998年7月8日 - 9月23日、フジテレビ） - 岸和田悟郎
- 浅見光彦シリーズ（TBS）
  - 11「蜃気楼」（1998年10月26日） - 高津雅志
  - 14「後鳥羽伝説殺人事件」（2000年9月4日） - 主演・浅見光彦（以下同）
  - 15「志摩半島殺人事件」（2001年3月19日）
  - 16「坊っちゃん殺人事件」（2001年9月24日）
  - 17「鬼首殺人事件」（2002年9月23日）
  - 18「華の下にて」（2004年1月5日）
  - 19「長崎殺人事件」（2004年4月12日）
  - 20「崇徳伝説殺人事件」（2005年3月14日）
  - 21「平家伝説殺人事件」（2005年12月26日）
  - 22「佐用姫伝説殺人事件」（2006年9月25日）
  - 23「藍色回廊殺人事件」（2007年3月26日）
  - 24「漂泊の楽人」（2007年10月15日）
  - 25「姫島殺人事件」（2008年4月7日）
  - 26「津和野殺人事件」（2008年9月29日）
  - 27「斎王の葬列」 （2009年9月7日）
  - 28「高千穂伝説殺人事件」（2009年10月5日）
  - 29「菊池伝説殺人事件」 （2011年2月7日）
  - 30「化生の海」（2011年9月19日）
  - 31「箸墓幻想」（2012年9月3日）
- 救命病棟24時（1999年1月5日 - 3月23日、フジテレビ） - 落合雅人
  - 救命病棟24時スペシャル（2005年1月4日、フジテレビ）
- 週末婚（1999年4月9日 - 7月2日、TBS） - 大森豹
  - 週末婚スペシャル（1999年10月1日 、TBS）
- 小市民ケーン（1999年7月6日 - 9月21日、フジテレビ） - 加賀徹
- チープラブ（1999年10月15日 - 12月17日、TBS） - 真鍋克明
- 想いでかくれんぼ（2000年3月4日、テレビ朝日）
- ショムニ・第2シリーズ（2000年4月12日 - 6月28日、フジテレビ） - 神谷真太郎
  - ショムニ・第3シリーズ（FINAL）（2002年7月3日 - 9月18日）
  - ショムニ・FOREVER（2003年1月1日）
- 世にも奇妙な物語（フジテレビ）
  - '00秋の特別編「さとるの化物」（2000年10月4日）
  - '01春の特別編「心臓の思い出」（2001年4月5日）
  - '22秋の特別編 「わが様」（2022年11月12日） - 主演・友枝秋斗 役
- ただいま満室（2000年10月14日 - 12月16日、テレビ朝日） - 槙田聡
- スチュワーデス刑事 5（2001年1月5日、フジテレビ）
- 新・お水の花道（2001年4月10日 - 6月26日、フジテレビ） - 鈴木一
- できちゃった結婚（2001年7月2日 - 9月10日、フジテレビ） - 小松原修造
- ハンドク!!!（2001年10月10日 - 12月12日、TBS） - 新堂一子
- バカ3兄弟（2001年12月29日、フジテレビ） - 安田健二
- モーニング娘 新春!LOVEストーリーズ「はいからさんが通る」（2002年1月2日、TBS） - 伊集院忍
- 大河ドラマ（NHK）
  - 利家とまつ〜加賀百万石物語〜（2002年1月6日 - 12月15日） - 高山右近
  - 篤姫（2008年1月6日 - 12月14日） - 小松清猷
  - 西郷どん（2018年1月7日 - 12月16日） - 赤山靭負[21]
- 人にやさしく（2002年2月18日、フジテレビ） - 第7話ゲスト出演 小林
- ごくせん（2002年4月17日 - 7月3日、日本テレビ） - 篠原智也
  - ごくせん 3年D組卒業スペシャル（2003年3月26日）
- お見合い放浪記（2002年10月7日、NHK総合） - 第1話ゲスト出演 伊崎尚人
- お義母さんといっしょ（2003年1月7日 - 3月11日、フジテレビ） - 第7話〜第10話出演 岡島
- Love Collection · 5NIGHTS SHORT STORY ラブコレ（2003年3月3日 - 7日、テレビ朝日）
- OL銭道（2003年4月11日 - 6月20日、テレビ朝日） - 金城真一
- ニコニコ日記（2003年8月18日 - 10月2日、NHK総合） - 高橋晃太郎
- あした天気になあれ。（2003年10月11日 - 12月13日、日本テレビ） - 桜木和彦
- 白い巨塔（2003年10月9日 - 2004年3月18日、フジテレビ） - 菊川昇
  - 白い巨塔スペシャル（2004年3月25日、フジテレビ）
- 新春ワイド時代劇「竜馬がゆく」（2004年1月2日、テレビ東京） - 武市半平太
- 年の差カップル刑事・〜とっても永すぎた春〜（2004年2月27日、フジテレビ） - 銀城貴一郎
- スカイハイ2 （2004年3月12日・19日、テレビ朝日） - 第8話・第9話（最終話）ゲスト出演 川村翔
- 霊感バスガイド事件簿（2004年4月16日、テレビ朝日） - 第1話ゲスト出演 沖田修
- ワンダフルライフ（2004年4月13日 - 6月29日、フジテレビ） - 第5話・第8話ゲスト出演 竜崎裕哉
- オレンジデイズ（2004年4月11日 - 6月20日、TBS） -  第9話〜第11話出演 藤井ハルキ
- 邪光-見えない殺意・忍び寄る恐怖の隣人!（2004年5月15日、テレビ朝日） - 樋口和彦
- 昭和〜時代からの遺言〜（2004年8月11日、TBS）「ビートルズを呼んだ男」- 永島達司
- ああ探偵事務所（2004年8月13日、テレビ朝日） -  第6話ゲスト出演 松戸
- 怪奇事件特捜チームS·R·I嗤う火だるま男（2004年9月25日、BSフジ） - 郷田健
- 忠臣蔵（2004年10月18日 - 12月13日、テレビ朝日） - 第1話出演 浅野内匠頭
- ねばる女（2004年10月18日 - 11月15日、NHK総合） - 水沢光輝
- 新春ワイド時代劇「国盗り物語」（2005年1月、テレビ東京） - 徳川家康
- 人情刑事の事件簿・仮面夫婦殺人事件（2005年3月30日、テレビ東京） - 佐々木冬彦
- 雨と夢のあとに（2005年4月15日 - 6月17日、テレビ朝日） - 主演・桜井朝晴（黒川智花とのW主演）
- 御宿かわせみ 第3章（2005年5月13日 - 8月5日、NHK総合） - 畝源三郎
- 女系家族（2005年7月7日 - 9月15日、TBS） - 矢島良吉
- 年下のひと（2005年7月18日、日本テレビ） - 上田英一
- 火垂るの墓（2005年11月1日、日本テレビ） - 横川清
- 弁護士二重丸承子（2005年11月14日、TBS） - 烏丸俊樹
- ガチバカ!（2006年1月19日 - 3月23日、TBS） - 武田栄二
- 特命!刑事どん亀（2006年4月10日 - 7月17日、TBS） - 柊順平
- マチベン（2006年4月8日 - 5月13日、NHK総合） - 松尾一成
- 弁護士のくず（2006年5月18日、TBS） - 第6話ゲスト出演 黒田真悟
- てるてるあした（2006年5月26日、テレビ朝日） - 第7話ゲスト出演 本人
- CAとお呼びっ!（2006年7月5日 - 9月13日、日本テレビ） - 南田俊彦
- 花嫁は厄年ッ!（2006年7月6日・20日、TBS） - 第1話・第3話ゲスト出演  稲葉徹
- 有吉佐和子スペシャル 恍惚の人（2006年10月17日、日本テレビ）
- 今週、妻が浮気します（2007年1月16日 - 3月27日、フジテレビ） - 轟真一郎
- 2夜連続ドラマスペシャル・李香蘭（2007年2月11日・12日、テレビ東京） - 川喜多長政
- 会いたかった 〜向井亜紀・代理母出産という選択〜（2007年3月2日、フジテレビ） - 高田延彦
- セレンディップの奇跡（2007年3月12日、日本テレビ） - 武田祐市
- めぞん一刻 （2007年5月12日、テレビ朝日） - 三鷹瞬
  - めぞん一刻 2（2008年7月26日、テレビ朝日）
- 地獄の沙汰もヨメ次第（2007年7月5日 - 9月13日、TBS） - 森福三四郎
- 生きる（2007年9月9日、テレビ朝日） - 医師
- 働きマン（2007年10月10日 - 12月19日、日本テレビ） - 成田君男
- 森山家の大パニック！（2008年3月20日） - 太田功二
- 33分探偵（2008年8月2日 - 9月27日、フジテレビ） - 氏家警部
- ドラマW 6時間後に君は死ぬ（2008年9月28日、WOWOW） - 沢木刑事
- SCANDAL（2008年10月19日 - 12月21日、TBS） - 高柳秀典
- 必殺仕事人2009 新春スペシャル（2009年1月4日、テレビ朝日） - 権堂伊左衛門
- キイナ〜不可能犯罪捜査官〜（2009年1月21日 - 3月18日、日本テレビ） - 雅一馬
- カイドク〜都市伝説の暗号ミステリー〜（2009年6月30日、関西テレビ） - 主演・葛城伊織
- 浅見光彦〜最終章〜（2009年10月21日 - 12月16日、TBS） - 主演・浅見光彦
- 警視庁失踪人捜査課（2010年4月16日 - 6月11日、テレビ朝日） - 主演・高城賢吾
  - 警視庁失踪人捜査課スペシャル（2011年12月24日、テレビ朝日）
- 夏の恋は虹色に輝く（2010年7月19日 - 9月20日、フジテレビ） - 楠大貴
- ハンマーセッション! （2010年8月21日、TBS） - 第7話ゲスト出演  関谷徹
- ザ・ミュージックショウ（2011年1月2日、日本テレビ） - 主演・望月
- デカワンコ（2011年1月15日 - 3月26日、日本テレビ） - 重村完一
  - デカワンコ ちょっとだけリターンズ（番外編）（2011年4月30日、日本テレビ） - 重村完一
  - デカワンコ 新春スペシャル （2012年1月7日、日本テレビ）
- 勇者ヨシヒコと魔王の城（2011年8月6日、テレビ東京） - 第5話ゲスト出演 盗賊D
- DOCTORS〜最強の名医〜（2011年10月27日 - 12月15日、テレビ朝日） - 主演・相良浩介
  - DOCTORS〜最強の名医〜ドラマスペシャル 2013（2013年6月1日）
  - DOCTORS 2 〜最強の名医〜（2013年7月11日 - 9月5日）
  - DOCTORS〜最強の名医〜新春ドラマスペシャル 2015（2015年1月4日）
  - DOCTORS 3 〜最強の名医〜（2015年1月8日 - 3月5日）
  - DOCTORS〜最強の名医〜 新春ドラマスペシャル 2018（2018年1月4日）[22]
  - DOCTORS〜最強の名医〜 新春ドラマスペシャル 2021（2021年1月10日）[23]
  - DOCTORS〜最強の名医〜ファイナル 新春ドラマスペシャル（2023年1月3日）[24]
- ABC創立60周年記念スペシャルドラマ 境遇（2011年12月3日、テレビ朝日） - 高倉正紀
- 理想の息子（2012年1月14日 - 3月17日、日本テレビ） - 倉橋実
- 宮部みゆきミステリー 理由（2012年5月7日、TBS） - 片倉義文
- 松本清張没後20年特別企画 ドラマスペシャル「波の塔」（2012年6月23日、テレビ朝日） - 主演・小野木喬夫
- ゴーストママ捜査線〜僕とママの不思議な100日〜（2012年7月7日 - 9月15日、日本テレビ） - 上原航平
- 勝・新 Katsu Ara SEASON 2 第4話（2012年8月19日 - 9月16日、WOWOW） - 本人
- 家族の裏事情（2013年10月25日 - 12月13日、フジテレビ） - 主演・石和泰彦（財前直見とのW主演）[25]
- テレビ朝日開局55周年記念番組 オリンピックの身代金（2013年11月30日・12月1日、テレビ朝日） - 玉利実
- 宮本武蔵（2014年3月15日・16日、テレビ朝日） - 佐々木小次郎
- ブラック・プレジデント（2014年4月8日 - 6月17日、関西テレビ・フジテレビ） - 主演・三田村幸雄[26]
- アガサ・クリスティ オリエント急行殺人事件（2015年1月11日・12日、フジテレビ） - 能登巌
- 切り裂きジャックの告白〜刑事 犬養隼人〜 （2015年4月18日、朝日放送・テレビ朝日） - 主演・犬養隼人[27]
  - 刑事 犬養隼人（2016年9月24日、朝日放送・テレビ朝日）[28]
- アイムホーム（2015年6月18日、テレビ朝日） - 最終話ゲスト出演 上王子悟史[29]
- ナポレオンの村（2015年7月19日 - 9月20日、TBS） - 福本純也[30]
- 偽装の夫婦（2015年10月7日 - 12月9日、日本テレビ） - 陽村超治[31]
- 松本清張ドラマスペシャル  黒い樹海（2016年3月13日、テレビ朝日） - 西脇満太郎[32]
- 希望ヶ丘の人びと（2016年7月16日 - 8月13日、WOWOW） - 主演・田島徹[33]
- レンタル救世主（2016年10月9日 - 12月11日、日本テレビ） - 主演・明辺悠五[34]
- ABC 創立65周年記念スペシャルドラマ 氷の轍（2016年11月5日、朝日放送テレビ） - 片桐周平[35]
- THE LAST COP（2016年11月19日、日本テレビ） - 第7話ゲスト出演 明辺悠五
- ダメ父ちゃん、ヒーローになる! 崖っぷち! 人情広告マン奮闘記（2016年12月29日、テレビ東京） - 主演・杉山利史 [36]
- 突然ですが、明日結婚します（2017年1月23日 - 3月20日、フジテレビ） - 特別出演 三上響[37]
- アガサ・クリスティ二夜連続ドラマスペシャル（2017年 - 2019年、テレビ朝日） - 主演・相国寺竜也
  - そして誰もいなくなった（2017年3月25日・26日、テレビ朝日）
  - パディントン発4時50分〜寝台特急殺人事件〜（2018年3月24日、テレビ朝日） - 特別ゲスト出演[38]
  - 大女優殺人事件〜鏡は横にひび割れて〜（2018年3月25日、テレビ朝日） - ※主演[39]
  - 予告殺人（2019年4月14日、テレビ朝日） - ※主演[40]
- 連続テレビ小説（NHK）
  - ひよっこ（2017年4月3日 - 9月30日） - 谷田部実
    - ひよっこ2（2019年3月25日 - 28日、NHK）[41]
    - ひよっこ2 特別編（2019年6月22日 、NHK BSプレミアム）

  - 虎に翼（2024年6月3日 - 9月25日） - 久藤頼安 役[42]
- ユニバーサル広告社〜あなたの人生、売り込みます!（2017年10月20日 - 12月1日 、テレビ東京） - 主演・杉山利史[43]
- CHIEF〜警視庁IR分析室〜（2018年4月15日、テレビ朝日） - 主演・深町功太郎[44]
- 未解決の女 警視庁文書捜査官 （2018年4月19日 - 6月7日 、テレビ朝日） - 古賀清成[45]
  - 未解決の女 警視庁文書捜査官〜緋色のシグナル（2019年4月28日、テレビ朝日）[46]
  - 未解決の女 警視庁文書捜査官2（2020年8月6日 - 9月17日、テレビ朝日）[47]
- 警視庁・捜査一課長 第7話（2018年5月24日、テレビ朝日） - ゲスト出演 古賀清成[48]
- 絶対零度〜未然犯罪潜入捜査〜（フジテレビ） - 主演・井沢範人[49]
  - 絶対零度〜未然犯罪潜入捜査〜（Season3）（2018年7月9日 - 9月10日）
  - 絶対零度〜未然犯罪潜入捜査〜（Season4）（2020年1月6日 - 3月16日）[50]
  - 絶対零度〜未然犯罪潜入捜査〜 AFTER STORY（2020年3月23日）[51]
- 科捜研の女 正月スペシャル（2019年1月3日、テレビ朝日）特別ゲスト出演  -  時矢暦彦[52]
- 刑事ゼロ（テレビ朝日） - 主演・時矢暦彦[53]
  - 刑事ゼロ（2019年1月10日 - 3月14日）
  - 刑事ゼロ スペシャル2019（2019年9月15日）[54]
  - 刑事ゼロ スペシャル2020（2020年6月7日）[55]
- 白衣の戦士!（2019年4月10日 - 6月19日、日本テレビ） - 本城昭之[56]
- グランメゾン東京（2019年10月20日 - 12月29日、TBS） - 京野陸太郎[57]
  - スペシャルドラマ グランメゾン東京（2024年12月29日、TBS）[58]
- ウチの娘は、彼氏が出来ない!! （2021年1月13日 - 3月17日、日本テレビ） - ゴンちゃん（小田欣次）[59]
- 東京地検の男（2021年3月24日 、テレビ朝日） - 主演・東丸信助[60]
- ナイト・ドクター（2021年6月21日 - 9月13日、フジテレビ） - 本郷亨[61]
- 管理官キング（2022年1月6日、テレビ朝日） - 主演・王賀統一 [62]
- 混声の森（2022年3月26日 - 27日、NHK BS4K / 2022年7月23日・30日、NHK BSプレミアム） - 主演・石田謙一[63]
- 金田一少年の事件簿（2022年4月24日 - 7月3日、日本テレビ） - 剣持勇 [64][65]
- Get Ready! 第8話 - 最終話（2023年2月26日 - 3月12日、TBS） - 高城秀和 [66][67]
- ペルソナの密告 3つの顔をもつ容疑者（2023年3月24日、テレビ東京） - 主演・獅子舞亘[68]
- この素晴らしき世界（2023年7月20日 - 9月14日、フジテレビ） - 水田夏雄 役[69]
  - この素晴らしき世界 特別編（2023年9月21日、フジテレビ）[70]
- トクメイ!警視庁特別会計係（2023年10月16日 - 12月25日、関西テレビ・フジテレビ） - 湯川哲郎 役[71]
- ミス・ターゲット（2024年4月21日 - 6月16日、朝日放送テレビ・テレビ朝日） - 村松竜太郎 役[72]
- 南くんが恋人!?（2024年7月16日 - 9月10日、テレビ朝日） - 堀切晴幸 役[73]
- 海に眠るダイヤモンド（2024年10月20日 - 12月22日、TBS） - 辰雄 役[74]
- 愛の、がっこう。（2025年7月10日 - 、フジテレビ） - 松浦小治郎 役[75][76]
- 1972 渚の螢火（2025年10月19日〈予定〉 - 、WOWOW） - 川平朝雄 役[77]

### 配信ドラマ
- グラグラメゾン東京 〜平古祥平の揺れる思い〜 第9話（2019年12月19日、Paravi） - 京野陸太郎[78]
- Toshio-free-Wi-Fi（2024年12月2日 - 、YouTube） - 主演・トシオ[79]

### 映画
- 恋は舞い降りた。（1997年5月17日公開） - 武志
- 7月24日通りのクリスマス（2006年11月3日公開） - 安藤譲
- 椿山課長の七日間（2006年11月18日公開） - 嶋田
- 汚れた代紋 完結編（2007年8月25日公開）
- カフーを待ちわびて（2009年2月28日公開） - 高木吉雄
- ごくせん THE MOVIE（2009年7月11日公開） - 黒瀬健太郎
- 山形スクリーム（2009年8月1日公開） - 葛貫忠経
- 十三人の刺客（2010年9月25日公開） - 三橋軍次郎
- こちら葛飾区亀有公園前派出所 THE MOVIE 〜勝どき橋を封鎖せよ!〜（2011年8月6日公開） - 黒木警視正
- サラリーマンNEO 劇場版(笑)（2011年11月3日公開） - 川上健
- 遺体〜明日への十日間〜（2013年2月23日公開） - 松田信次
- 獅子の復讐（2013年9月6日公開）
- 六月燈の三姉妹（2013年11月9日先行公開、2014年5月31日全国公開） ※写真での出演
- 劇場版 仮面ライダーゴースト 100の眼魂とゴースト運命の瞬間（2016年8月6日公開） - 深海大悟 / 仮面ライダーゼロスペクター[80]
- 劇場版 おっさんずラブ 〜LOVE or DEAD〜（2019年8月23日公開） - 狸穴迅[81]
- 大綱引の恋（2020年10月30日鹿児島先行公開、2021年5月7日全国公開） - 池田耕治 （※友情出演）[82]
- マスカレード・ナイト（2021年9月17日公開） - 日下部篤哉[83]
- グランメゾン・パリ（2024年12月30日公開） - 京野陸太郎[84]

### 舞台
- ゴースト/ニューヨークの幻（東京公演/2002年12月6日 - 22日 ル・テアトル銀座、名古屋公演/2003年1月13日・14日 愛知厚生年金会館、大阪公演/2003年1月18日 - 26日 シアター・ドラマシティ） - 主演・サム・ウィート（愛華みれとのW主演）
- しゃばけ（東京公演/2013年4月20日 - 29日 赤坂ACTシアター、大阪公演/2013年5月7日 - 12日 新歌舞伎座、金沢公演/2013年5月15日 金沢歌劇座） - 主演・一太郎

### クイズ番組
- オールスター感謝祭（1997年3月29日、1999年3月27日、2001年10月6日、2006年4月1日、2008年9月27日、2009年10月3日、2019年9月28日）
  - 大晦日オールスター体育祭（2024年12月31日）
- ネプリーグ（2010年8月16日）
- くりぃむクイズ ミラクル9（2019年8月21日）

### テレビアニメ
- 人間交差点 HUMAN SCRAMBLE （2003年4月5日 - 6月28日、テレビ東京） - 第3話・第12話 染谷健一、野崎洋平

### 劇場アニメ
- スチームボーイ（2004年7月17日公開） - デイビッド・チャンバース[85]
- 名探偵コナン 黒鉄の魚影（2023年4月14日公開） - 牧野洋輔[86]

### 吹き替え
- センター・オブ・ジ・アース（2008年10月25日公開） - トレバー・アンダーソン（ブレンダン・フレイザーの日本語吹き替え）※劇場公開版

### ゲーム
- いぬ会社DS（2009年3月26日発売） - 佐藤さん、大門部長[87]
- 龍が如く4 伝説を継ぐもの（2010年3月18日発売） - 新井弘明

### ナレーション
- 紺野さんと遊ぼう（2008年3月7日 - 4月11日、WOWOW）
- 地獄先生ぬ〜べ〜（2014年10月11日 - 12月13日、日本テレビ） - オープニングナレーション
- 世界ふれあい街歩き 鹿児島スペシャル （2018年1月23日、NHK BSプレミアム） - 語り
- はだかのER 〜救命救急の砦2021-22〜 （2022年3月26日、東海テレビ ）

### バラエティ番組
- サラリーマンNEO シーズン1（2006年4月4日 - 9月26日、 NHK）
  - サラリーマンNEO シーズン2（2007年4月10日 - 9月25日、NHK）
  - サラリーマンNEO シーズン3（2008年4月 6日 - 9月28日、NHK）
  - サラリーマンNEO シーズン4（2009年4月12日 - 9月27日、NHK）
  - サラリーマンNEO シーズン5（2010年4月8日 - 9月16日、NHK）
  - サラリーマンNEO シーズン6（2011年5月10日 - 9月27日、NHK）

### MC番組
- 愛のむち（2006年10月13日 - 12月22日、テレビ東京）
- イツザイ（2007年10月20日 - 2009年9月26日、テレビ東京）
- 未来教授サワムラ（2007年10月19日 - 2008年4月4日、フジテレビ）
  - 未来教授サワムラZ（2008年4月11日 - 9月19日、フジテレビ）
- 東京カワイイ★TV（2008年4月2日 - 2013年3月23日、NHK総合）
- 新春歴史ロマンSP・戦国武将の真実…時代を変えた奇跡の瞬間!愛と野望の開運伝説（2011年1月2日、TBS）
- スター☆ドラフト会議（2011年4月12日 - 2013年3月5日、日本テレビ） - 準レギュラー
- 海の道が結ぶ自然遺産〜屋久島？奄美大島奇跡の島々（2013年1月27日、テレビ朝日）
- サワムラ1週間（2013年9月30日、TBS）
- 日本有線大賞（TBS） [88]（トリンドル玲奈とともにMC）
  - 第45回（2012年11月14日）
  - 第46回（2013年12月11日）
  - 第47回（2014年12月20日）
- 『想像を絶するテレビ』（2014年9月25日、読売テレビ・日本テレビ）
  - 『想像を絶するテレビ』思わず2度見する!第2弾!（2015年12月10日、読売テレビ・日本テレビ）
  - 『想像を絶するテレビ』新感覚バラエティ第3弾!（2016年9月22日、読売テレビ・日本テレビ）
- THEベッカクTV  上には上の上の『ベッカク』（2016年9月10日、MBS毎日放送・TBS）
- 歴史のへ〜、ほ〜 素朴な疑問を解決!（2017年1月3日、NHK総合）[89]
  - 歴史のへ〜、ほ〜 あなたの常識が変わります！（2017年8月16日、NHK総合）[90]
  - 歴史のへ〜、ほ〜 負けた戦国武将たちの生き残り術（2018年1月3日、NHK総合）[91]
- ガチ探し!検索不能〜一度で良いから見てみたい〜沢村一樹&ミルクボーイ新特番!（2020年2月15日、テレビ朝日）[92]
- 突然ですが占ってもいいですか?（2020年4月15日 - 、フジテレビ系）[93][94]
- これって私だけ?（2020年7月7日 - 2021年1月19日、ABCテレビ・テレビ朝日系）[95][96]
- 総選挙シリーズ「テレビゲーム総選挙」（2021年12月27日、テレビ朝日）[97]
- おしゃれクリップ（2022年4月10日、日本テレビ） - スペシャルMC[98]

### ラジオ番組
- 研音創立40周年&ニッポン放送開局65周年記念ラジオ番組『KEN RADIO』（2019年12月14日・21日、ニッポン放送）  - パーソナリティ
- 研音創立45周年&ニッポン放送開局70周年記念ラジオ番組『KEN RADIO』（2023年12月2日、ニッポン放送）  - パーソナリティ（半年間の期間限定）

### CM
- 丸井（1992年）
- アピア静岡（1993年）
- ミラービール（1996年）
- サークルK（1998年）
- オンワード樫山（1999年）
- 富士通（2000年）
- 第一生命保険（2002年）
- ツーカー（2004年）
- 東洋水産（2005年）
- ANA（2006年、2008年）
- アルデプロ（2007年 - 2008年）
- 花王「強力カビハイター」（2008年 - 2015年）
- キリンビール「秋味」（2008年）
- エムズ「エムディアマンション」（2009年）
- ハウス食品（2009年）
- 日本クラフトフーズ「リカルデント」（2010年）
- 一休.com（2010年）
- エーザイ（2010年 - 2012年）
- レナウン「INTERMEZZO」（2010年 - 2013年）
- アサヒ飲料「WONDA」（2011年 - 2012年）
- 味の素コンソメ（2012年 - 2014年）
- 東京ガス株式会社「ガス冷房」（2013年 - 2015年）
- 花王「アタック」（2014年 - 2016年）
- シュガーレディ（2016年 - 2017年）
- Elex「CLASH OF KINGS」（2017年 - 2018年）
- 明治（2017年 - 2018年）
- ウェルスナビ （2018年 - 2019年）
- 九州旅客鉄道「JR九州インターネット列車予約サービス」「JRキューポ」（2018年 - 2020年）
- サントリー SUNTORY
  - 「なっちゃん」（2007年 -2008年 ）
  - 「196℃ ストロングゼロ」（2016年 - 2020年）
  - 「金麦〈糖質75％オフ〉」（2021年 - 2022年）[99][100]
- JUN HAI NETWORK LIMITED 「幻獣レジェンド -百妖志-」（2021年）
- 日本生命 はなさく生命 （2022年 - ）
- ファンケル FANCL「えんきん」（2022年 - ）
- ジョニーウォーカー ブルーラベル（2023年 - ）
- LINE GAME「LINE ポコポコ」（2023年 - ）

### 監督作品
- ブカツ道「パシュっとな!」（WOWOW、2010年4月18日）

### ミュージック・ビデオ
- ちゃんみな「WORK HARD」（2025年）[101]

### CD
- 働きマン音頭（働木満（はたらき みつる）名義、2007年11月28日） - 日本テレビドラマ『働きマン』エンディング曲[102]。
- believe believe（JUJU feat. 明辺悠五 名義 / 2016年10月26日） - 日本テレビドラマ『レンタル救世主』主題歌[103]。

### 絵本
- たねぽっくる 〜パパとママにはないしょのおはなし〜（2012年3月16日、東京ニュース通信社） - 原案・作画[104]

### 自伝
- サワムラ2日記（2008年11月20日、小学館）[105]

### プロデュース
- メンズアンダーウェア「GUAR DANDO」[106]

### 連載
- セクスィー恋愛塾、男に効く“恋愛必勝法”（2008年 - 2013年、ウィズ）[107]

## 受賞
- ショートショート フィルムフェスティバル&アジア 2010 特別賞（ 監督作品 ブカツ道『パシュっとな!』）[108]
- 第39回ベストドレッサー賞 芸能部門[109]
- ベストレザーニスト2019 [110]